# Leptochloa dubia
Leptochloa dubia är en gräsart som först beskrevs av Carl Sigismund Kunth, och fick sitt nu gällande namn av Christian Gottfried Daniel Nees von Esenbeck. Leptochloa dubia ingår i släktet spretgräs, och familjen gräs. Inga underarter finns listade i Catalogue of Life.